# Copa de la Reina de Baloncesto 1978-79
La Copa de la Reina de Baloncesto 1978-79 corresponde a la 17.ª edición de dicho torneo. Se celebró entre el 27 de abril y el 1 de mayo de 1979 en el Centro Parroquial Sant Josep de Badalona. 
Para esta temporada, el Campeonato se disputa en Badalona, y participan los cinco primeros clasificados de la liga y el equipo organizador, que es el Sant Josep Badalona de Segunda División. Los equipos se dividen en dos grupos de 3, donde juegan todos contra todos a una vuelta. El campeón se clasifica para la Copa Ronchetti 1979-80.

## Fase de grupos

### Grupo A
| Pos. | Equipo              | PJ | G | P | PF  | PC  | DP  | Pts | Clasificación o descenso   |  | CEL   | IBE   | JUV   |
| ---- | ------------------- | -- | - | - | --- | --- | --- | --- | -------------------------- |  | ----- | ----- | ----- |
| 1    | R. C. Celta de Vigo | 2  | 2 | 0 | 153 | 130 | +23 | 4   | Clasifican a la Fase final |  | —     | 65–50 | –     |
| 2    | GE Iberia           | 2  | 1 | 1 | 126 | 130 | −4  | 3   | Clasifican a la Fase final |  | –     | —     | 76–65 |
| 3    | Club Juven          | 2  | 0 | 2 | 145 | 164 | −19 | 2   |                            |  | 80–88 | –     | —     |

 Fuente: Banco de Resultados

### Grupo B
| Pos. | Equipo              | PJ | G | P | PF  | PC  | DP  | Pts | Clasificación o descenso   |  | PIC   | VAC   | BAD   |
| ---- | ------------------- | -- | - | - | --- | --- | --- | --- | -------------------------- |  | ----- | ----- | ----- |
| 1    | Picadero J. C.      | 2  | 2 | 0 | 164 | 113 | +51 | 4   | Clasifican a la Fase final |  | —     | 71–53 | –     |
| 2    | Vacaciones Spantax  | 2  | 1 | 1 | 124 | 111 | +13 | 3   | Clasifican a la Fase final |  | –     | —     | 71–40 |
| 3    | Sant Josep Badalona | 2  | 0 | 2 | 100 | 164 | −64 | 2   |                            |  | 60–93 | –     | —     |

 Fuente: Banco de Resultados

## Fase final
|  | Semifinales         | Semifinales         | Semifinales    |                |                     | Final               | Final              | Final        |  |
|  | 30 de abril         | 30 de abril         | 30 de abril    |                |                     | 1 de mayo           | 1 de mayo          | 1 de mayo    |  |
|  |                     |                     |                |                |                     |                     |                    |              |  |
|  |                     |                     |                |                |                     |                     |                    |              |  |
|  | R. C. Celta de Vigo | R. C. Celta de Vigo | 75             |                |                     |                     |                    |              |  |
|  | R. C. Celta de Vigo | R. C. Celta de Vigo | 75             |                |                     |                     |                    |              |  |
|  | Vacaciones Spantax  | Vacaciones Spantax  | 57             |                |                     |                     |                    |              |  |
|  | Vacaciones Spantax  | Vacaciones Spantax  | 57             |                | R. C. Celta de Vigo | R. C. Celta de Vigo | 54                 |              |  |
|  |                     |                     |                |                | R. C. Celta de Vigo | R. C. Celta de Vigo | 54                 |              |  |
|  |                     |                     | Picadero J. C. | Picadero J. C. | 64                  |                     |                    |              |  |
|  | Picadero J. C.      | Picadero J. C.      | Picadero J. C. | Picadero J. C. | 64                  | 94                  |                    |              |  |
|  | Picadero J. C.      | Picadero J. C.      |                |                |                     | 94                  |                    |              |  |
|  | GE Iberia           | GE Iberia           | 70             |                |                     | Tercer lugar        | Tercer lugar       | Tercer lugar |  |
|  | GE Iberia           | GE Iberia           | 70             |                |                     | Tercer lugar        | Tercer lugar       | Tercer lugar |  |
|  |                     |                     |                |                |                     |                     |                    |              |  |
|  |                     |                     |                |                |                     | Vacaciones Spantax  | Vacaciones Spantax | 70           |  |
|  |                     |                     |                |                |                     | Vacaciones Spantax  | Vacaciones Spantax | 70           |  |
|  |                     |                     |                |                |                     | GE Iberia           | GE Iberia          | 64           |  |
|  |                     |                     |                |                |                     | GE Iberia           | GE Iberia          | 64           |  |
|  |                     |                     |                |                |                     |                     |                    |              |  |

### Final
| 1 de mayo de 1979 | R. C. Celta de Vigo                | 54–64       | Picadero J. C.           |                                                                                        |  |
|                   | Marcador por tiempos: 28–32, 26–32 |             |                          |                                                                                        |  |
|                   | Estadísticas Marisol Paíno 23      | Reporte Pts | Estadísticas Castillo 17 | Pabellón: Centro Parroquial Sant Josep, Badalona Árbitros: Hernández Cabrera, Recuenco |  |

| Ganadoras de la Copa de la Reina 1978-79 |
| ---------------------------------------- |
| Picadero J. C. 4º título                 |